# Safeco Plaza
Safeco Plaza (dříve 1001 Fourth Avenue Plaza) je mrakodrap v Seattlu. Má 50 podlaží a výšku 192 metrů, je tak 5. nejvyšší mrakodrap ve městě. Výstavba probíhala v letech 1966 – 1969 a po svém dokončení se stal až do roku 1985 nejvyšší budovou v Seattlu, kdy jej překonal mrakodrap Columbia Center. Za designem budovy stojí firma NBBJ Group. Budova disponuje 63 080 m2 převážně kancelářských ploch.